# Cyathea borneensis
Cyathea borneensis är en ormbunkeart som beskrevs av Edwin Bingham Copeland. Cyathea borneensis ingår i släktet Cyathea och familjen Cyatheaceae. Inga underarter finns listade.